# جاك بيرير
جاك بيرير (بالفرنسية: Jacques Perrier)‏ (و. 1924 – 2015 م) هو لاعب كرة السلة، ومدرب كرة سلة، من فرنسا، شارك في الألعاب الأولمبية الصيفية 1948، وبطولة أمم أوروبا لكرة السلة 1946، وبطولة كأس العالم لكرة السلة 1950، وبطولة أمم أوروبا لكرة السلة 1947، يلعب كمدافع مسدد الهدف، توفي عن عمر يناهز 91 عاماً.

## جوائز
حصل على جوائز منها:
- فارس وسام الاستحقاق الوطني.

## روابط خارجية
- جاك بيرير على موقع الاتحاد الدولي لكرة السلة (الإنجليزية)
- جاك بيرير على موقع بروبوليرز (الإنجليزية)
- جاك بيرير على موقع سبورتس رفرنس (الإنجليزية)
- جاك بيرير على موقع أوليمبيديا (الإنجليزية)